# Reust
Reust ist ein Ortsteil der Gemeinde Rückersdorf im Landkreis Greiz in Thüringen.

## Geografie
Reust liegt als Rundlingsdorf in der Ackerbaugegend östlich von Gera mit Übergang in die Altenburger Hügellandschaft. Westlich grenzt die Gemarkung des Ortsteils an die Höhen der Weiße Elsterniederung bei Wünschendorf heran. Rückersdorf ist unweit südöstlich entfernt und über die Landesstraße 1081 erreichbar. Reust lag an den ehemaligen Abraumhalden des Uranbergbaus der SDAG Wismut.

## Geschichte
Am 22. April 1261 wurde das Dorf erstmals urkundlich erwähnt. Am 1. Juli 1950 fand die Eingemeindung von Reust nach Rückersdorf statt. Das Dorf war und ist ländlich geprägt.

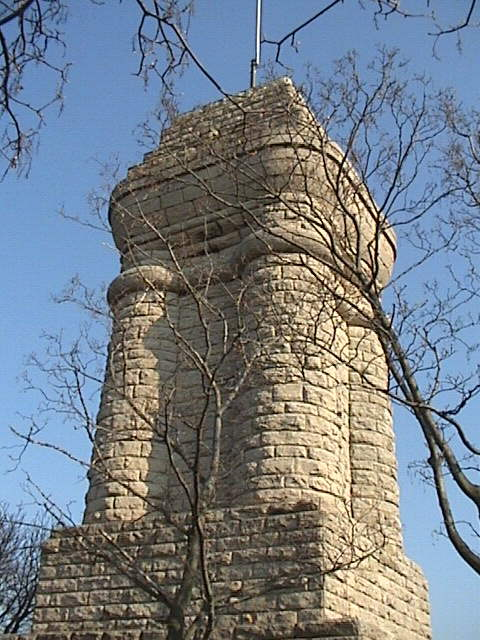
Reuster Turm

## Bauwerke
Die evangelisch-lutherische Kirche in Reust ist teilweise gotisch und besitzt einen spätgotischen Flügelaltar, der um das Jahr 1500 gefertigt wurde.
Weiterhin befindet sich im Ort der Reuster Turm (Bismarcksäule), von dem man einen weiten Blick über die von der Wismut geprägte Umgebung hat. Der Reuster Turm ist an den Wochenenden von Ostern bis Ende Oktober jeweils ab 14:00 Uhr geöffnet. Die Thüringenfahne zeigt die Turmöffnung an.

## Persönlichkeiten
- Johann Gottlob Ludwig Ramshorn (* 19. November 1768 in Reust; † 10. November 1837), Altphilologe und Gymnasiallehrer
- Eduard Lange (* 10. September 1803 in Reust; † 17. April 1868 in Altenburg), Schulrat, Sekretär der Pomologischen Gesellschaft zu Altenburg[3]
- Hans Paul Graf von Monts (* 3. April 1904 in Reust(?); † 1944 in Berlin), Hochstapler und, unter dem Schutz des Reichsministeriums für Volksaufklärung und Propaganda, in den Wirren des Zweiten Weltkriegs Geschäftemacher